# Nightmare Alley (2021)
Nightmare Alley is een Amerikaanse mysteryfilm en neo noir uit 2021 onder regie van Guillermo del Toro. De film is gebaseerd op de gelijknamige roman van auteur William Lindsay Gresham. De hoofdrollen worden vertolkt door Bradley Cooper, Cate Blanchett, Toni Collette en Rooney Mara.

## Verhaal
Stan Carlisle treedt in de kermiswereld van de jaren 1940 op als mentalist. In een poging rijke toeschouwers op te lichten, besluit hij samen te werken met Lilith Ritter, een manipulatieve psychologe.

## Rolverdeling
| Acteur           | Personage               |
| ---------------- | ----------------------- |
| Bradley Cooper   | Stanton "Stan" Carlisle |
| Cate Blanchett   | Dr. Lilith Ritter       |
| Toni Collette    | Zeena Krumbein          |
| Rooney Mara      | Molly Cahill            |
| David Strathairn | Pete Krumbein           |
| Willem Dafoe     | Clem Hoately            |
| Ron Perlman      | Bruno                   |
| Holt McCallany   | Anderson                |
| Richard Jenkins  | Ezra Grindle            |
| Mark Povinelli   | The mayor               |
| Jim Beaver       | Judge Kimball           |
| Mary Steenburgen | Miss Harrington         |
| Romina Power     |                         |
| Paul Anderson    | Geek #1                 |
| David Hewlett    | Dr. Elrood              |

## Productie
In december 2017 raakte bekend dat Guillermo del Toro de roman Nightmare Alley van auteur William Lindsay Gresham zou verfilmen in dienst van Fox Searchlight Pictures. Het boek, dat Del Toro in 1992 ontdekte via acteur Ron Perlman, was in 1947 door Fox al eens verfilmd onder dezelfde titel. Del Toro schreef het script samen met filmjournaliste Kim Morgan.
Eind april 2019 werd bericht dat er voor de hoofdrol met Leonardo DiCaprio onderhandeld werd. Twee maanden later raakte bekend dat er geen akkoord bereikt werd met DiCaprio en dat Bradley Cooper overwogen werd als zijn vervanger. Begin augustus werd Cate Blanchett gecast en werden ook Toni Collette, Rooney Mara, Michael Shannon, Richard Jenkins, Ron Perlman, Willem Dafoe en Mark Povinelli aan het project gelinkt. Shannon moest uiteindelijk afhaken omdat hij al aan een ander project verbonden was. Een maand later werd de casting van Mara bevestigd en werd ook David Strathairn aan de cast toegevoegd. In november 2019 raakte de casting van Holt McCallany bekend. Ook Romina Power kreeg een rol in de film. Haar vader, Tyrone Power, vertolkte de hoofdrol in de Nightmare Alley-verfilming uit 1947.
De opnames gingen op 20 januari 2020 van start in Toronto (Canada). Eind februari 2020 verhuisde de productie naar Buffalo (New York), waar er gefilmd werd aan onder meer Karpeles Manuscript Library Museum en Niagara Square. In maart 2020 werd de filmproductie vanwege de dat jaar uitgebroken coronapandemie opgeschort. De opnames gingen in september 2020 opnieuw van start in Toronto en eindigden midden december 2020.

## Release
De Amerikaanse release was op 17 december 2021. De première vond op 1 december 2021 plaats in New York.